# Iditarod Trail Sled Dog Race
L'Iditarod Trail Sled Dog Race, più comunemente conosciuta come Iditarod, è una gara di cani da slitta che si svolge ogni anno nel mese di Marzo in Alaska, su un percorso di circa 1600 km tra le città di Anchorage e Nome.
La competizione fu fondata nel 1973 da Joe Redington Sr., conosciuto come il padre dell'Iditarod, con l'obiettivo di preservare la tradizione dei cani da slitta in Alaska, messa in secondo piano dall'utilizzo sempre più frequente della motoslitta.

## Percorso
La gara prende il via il primo sabato di Marzo da Anchorage con una partenza cerimoniale di circa 11 miglia per le strade della città, mentre la ripartenza ha luogo il giorno seguente da Willow, poco più a nord.
Inizialmente la competizione non prevedeva questa interruzione, ma la costante e progressiva mancanza di neve negli ultimi decenni ha portato a questa modifica, accorciando la gara dai circa 1868 Km originali agli attuali 1600.
Il percorso taglia l'Alaska in direzione Nord-Ovest, superando dapprima la catena montuosa dell'Alaska Range, attraversando la regione dell'Interior, per poi percorrere un lungo tratto sul fiume Yukon.
In ultimo, la pista arriva sul mare di Bering presso la cittadina di Unalakleet, proseguendo lungo la costa e attraversando (quando le condizioni lo permettono) il golfo ghiacciato del Norton Sound, fino ad arrivare a Nome, dove è posta la linea di arrivo.
Presso il villaggio di Ophir la competizione prende per alcune centinaia di chilometri due direzioni diverse a seconda degli anni, in quelli pari viene infatti percorsa la Northern Route, mentre in quelli dispari la Southern Route, che passa anche dal villaggio fantasma di Iditarod. Le due piste si ricongiungono presso Kaltag, dove gli equipaggi lasciano il fiume Yukon e si dirigono verso la costa.
Ufficialmente la lunghezza della gara è di 1,049 miglia, per celebrare il fatto che l'Alaska sia stata il 49º stato ad entrare a far parte dell'Unione, ma la lunghezza effettiva è invece di 975 miglia per la Northern Route e di 998 per la Southern Route.
Nel 2003, 2015 e 2017, date l'assenza di neve e le alte temperature, la partenza è stata spostata a Fairbanks, con una distanza totale di 979 miglia.

## La competizione
All'Iditarod partecipano team composti da dodici-quattordici cani guidati da un solo conducente, definito nei paesi Anglosassoni "musher", per l'intera durata della gara. Non è ammessa inoltre alcun tipo di assistenza esterna.
La competizione è non-stop, il primo concorrente ad attraversare la linea di arrivo è il vincitore.
Lungo il percorso vengono allestiti numerosi checkpoint presso piccoli villaggi, dove il musher trova tutto il materiale e le provviste per sé e per i cani, che vengono consegnate all'organizzazione tre settimane prima della partenza e in seguito trasportate via aerea, l'intero percorso si snoda infatti lontano dalla rete stradale.
A ogni checkpoint sono inoltre presenti veterinari (un totale di circa quaranta) che esaminano i cani, assicurandosi che siano in buona salute e che possano continuare la gara. I cani che per stanchezza o infortunio non possono continuare la competizione, vengono presi in cura dai veterinari stessi e dagli importantissimi volontari, che si assicurano di fornire loro tutte le cure necessarie prima che vengano trasportati via aereo ad Anchorage.
Almeno cinque cani devono terminare la gara, pena la squalifica del musher.
Un premio speciale, molto ambito tra i musher e denominato "Leonhard Seppala Humanitarian Award", viene consegnato a colui che durante la gara si è distinto per la miglior cura nei confronti dei suoi cani.
La durata delle soste presso i checkpoint è a discrezione del musher, ad eccezione di tre pause obbligatorie imposte dall'organizzazione; una pausa di 24 ore da effettuarsi in un checkpoint qualsiasi, una di 8 ore in uno dei punti di controllo sul fiume Yukon, e una ulteriore di 8 ore presso White Mountain.
Le difficoltà maggiori che i musher si trovano ad affrontare sono relative alla privazione del sonno, durante la gara i concorrenti riposano infatti solo per poche ore al giorno. Ulteriori difficoltà sono dovute alle condizioni estreme in cui la competizione si svolge, con temperature che possono scendere fino a -50 °C e tempeste di neve con raffiche di vento che spesso superano i 100 km/h.
Molte cose sono cambiate dal 1973, anno della prima edizione, in cui Dick Wilmarth impiegò oltre venti giorni per completare l'intero percorso, il record attualmente appartiene a Mitch Seavey, che nel 2017 portò a termine la competizione in soli 8 giorni, 03:40:13.

## Albo d'oro
| Anno | Musher (tot)        | Leaders                  | Tempo               |
| ---- | ------------------- | ------------------------ | ------------------- |
| 1973 | Dick Wilmarth       | Hotfoot                  | 20 giorni, 00:49:41 |
| 1974 | Carl Huntington     | Nugget                   | 20 giorni, 15:02:07 |
| 1975 | Emmitt Peters       | Nugget e Digger          | 14 giorni, 14:43:45 |
| 1976 | Gerald Riley        | Puppy e Sugar            | 18 giorni, 22:58:17 |
| 1977 | Rick Swenson        | Andy e Old Buddy         | 16 giorni, 16:27:13 |
| 1978 | Dick Mackey         | Skipper e Shrew          | 14 giorni, 18:52:24 |
| 1979 | Rick Swenson (2)    | Quiz e Bowl              | 15 giorni, 10:37:47 |
| 1980 | Joe May             | Wilbur e Cora Gray       | 14 giorni, 07:11:51 |
| 1981 | Rick Swenson (3)    | Andy e Slick             | 12 giorni, 08:45:02 |
| 1982 | Rick Swenson (4)    | Andy                     | 16 giorni, 04:40:10 |
| 1983 | Rick Mackey         | Preacher e Jody          | 12 giorni, 14:10:44 |
| 1984 | Dean Osmar          | Red e Bullet             | 12 giorni, 15:07:33 |
| 1985 | Libby Riddles       | Axle e Dugan             | 18 giorni, 00:20:17 |
| 1986 | Susan Butcher       | Granite e Mattie         | 11 giorni, 15:06:00 |
| 1987 | Susan Butcher (2)   | Granite e Mattie         | 11 giorni, 02:05:13 |
| 1988 | Susan Butcher (3)   | Granite e Tolstoi        | 11 giorni, 11:41:40 |
| 1989 | Joe Runyan          | Rambo e Ferlin the Husky | 11 giorni, 05:24:34 |
| 1990 | Susan Butcher (4)   | Sluggo e Lightning       | 11 giorni, 01:53:23 |
| 1991 | Rick Swenson (5)    | Goose                    | 12 giorni, 16:34:39 |
| 1992 | Martin Buser        | Tyrone e D2              | 10 giorni, 19:17:15 |
| 1993 | Jeff King           | Herbie e Kitty           | 10 giorni, 15:38:15 |
| 1994 | Martin Buser (2)    | D2 e Dave                | 10 giorni, 13:05:39 |
| 1995 | Doug Swingley       | Vic e Elmer              | 10 giorni, 13:02:39 |
| 1996 | Jeff King (2)       | Jake e Booster           | 9 giorni, 05:43:13  |
| 1997 | Martin Buser (3)    | Blondie e Fearless       | 9 giorni, 08:30:45  |
| 1998 | Jeff King (3)       | Red e Jenna              | 9 giorni, 05:52:26  |
| 1999 | Doug Swingley (2)   | Stormy, Cola e Elmer     | 9 giorni, 14:31:07  |
| 2000 | Doug Swingley (3)   | Stormy e Cola            | 9 giorni, 00:58:06  |
| 2001 | Doug Swingley (4)   | Stormy e Peppy           | 9 giorni, 19:55:50  |
| 2002 | Martin Buser (4)    | Bronson                  | 8 giorni, 22:46:02  |
| 2003 | Robert Sørlie       | Tipp                     | 9 giorni, 15:47:36  |
| 2004 | Mitch Seavey        | Tread                    | 9 giorni, 12:20:22  |
| 2005 | Robert Sørlie (2)   | Sox e Blue               | 9 giorni, 18:39:30  |
| 2006 | Jeff King (4)       | Salem e Bronte           | 9 giorni, 11:11:36  |
| 2007 | Lance Mackey        | Larry e Lippy            | 9 giorni, 05:08:41  |
| 2008 | Lance Mackey (2)    | Larry e Hobo             | 9 giorni, 11:46:48  |
| 2009 | Lance Mackey (3)    | Larry e Maple            | 9 giorni, 21:38:46  |
| 2010 | Lance Mackey (4)    | Maple                    | 8 giorni, 23:59:09  |
| 2011 | John Baker          | Velvet e Snickers        | 8 giorni, 18:46:39  |
| 2012 | Dallas Seavey       | Guinness e Diesel        | 9 giorni, 04:29:26  |
| 2013 | Mitch Seavey (2)    | Tanner e Taurus          | 9 giorni, 07:39:56  |
| 2014 | Dallas Seavey (2)   | Beetle e Reef            | 8 giorni, 13:04:19  |
| 2015 | Dallas Seavey (3)   | Reef e Hero              | 8 giorni, 18:13:06  |
| 2016 | Dallas Seavey (4)   | Reef e Tide              | 8 giorni, 11:20:16  |
| 2017 | Mitch Seavey (3)    | Pilot e Crisp            | 8 giorni, 03:40:13  |
| 2018 | Joar Leifseth Ulsom | Russeren e Olive         | 9 giorni, 12:00:00  |
| 2019 | Peter Kaiser        | Marrow e Lucy            | 9 giorni, 12:39:06  |
| 2020 | Thomas Wærner       | K2 e Bark                | 9 giorni, 10:37:47  |
| 2021 | Dallas Seavey (5)   | North e Gamble           | 7 giorni, 14:08:57  |
| 2022 | Breant Sass         | Morello e Slater         | 8 giorni, 14:38:43  |
| 2023 | Ryan Redington      | Ghost e Sven             | 8 giorni, 21:13:58  |